# Korzystno (przystanek kolejowy)
Korzystno – nieczynny przystanek kolejowy w Korzystnie, w województwie zachodniopomorskim, w Polsce.

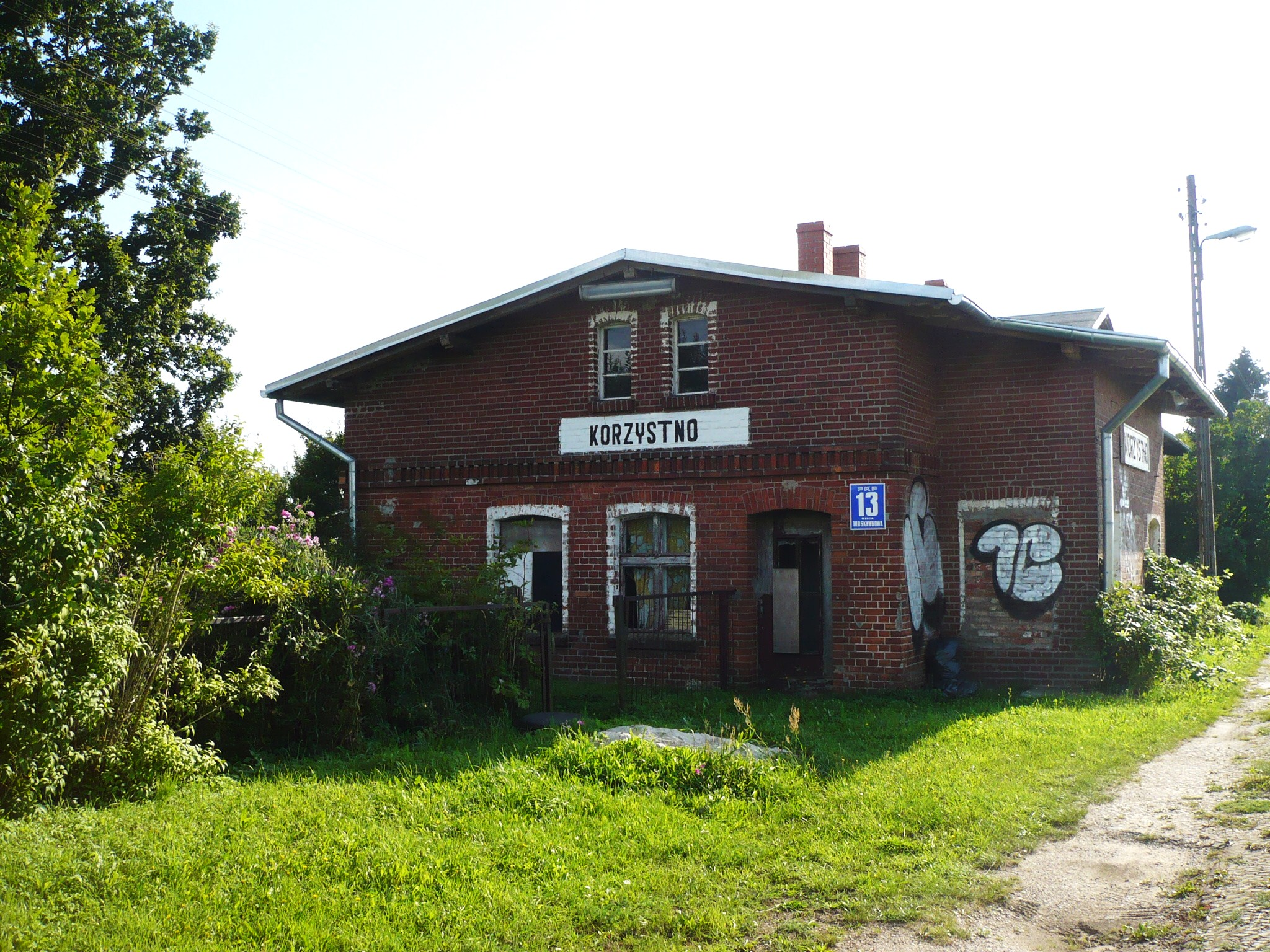
Przystanek kolejowy